# Roy Hargrove

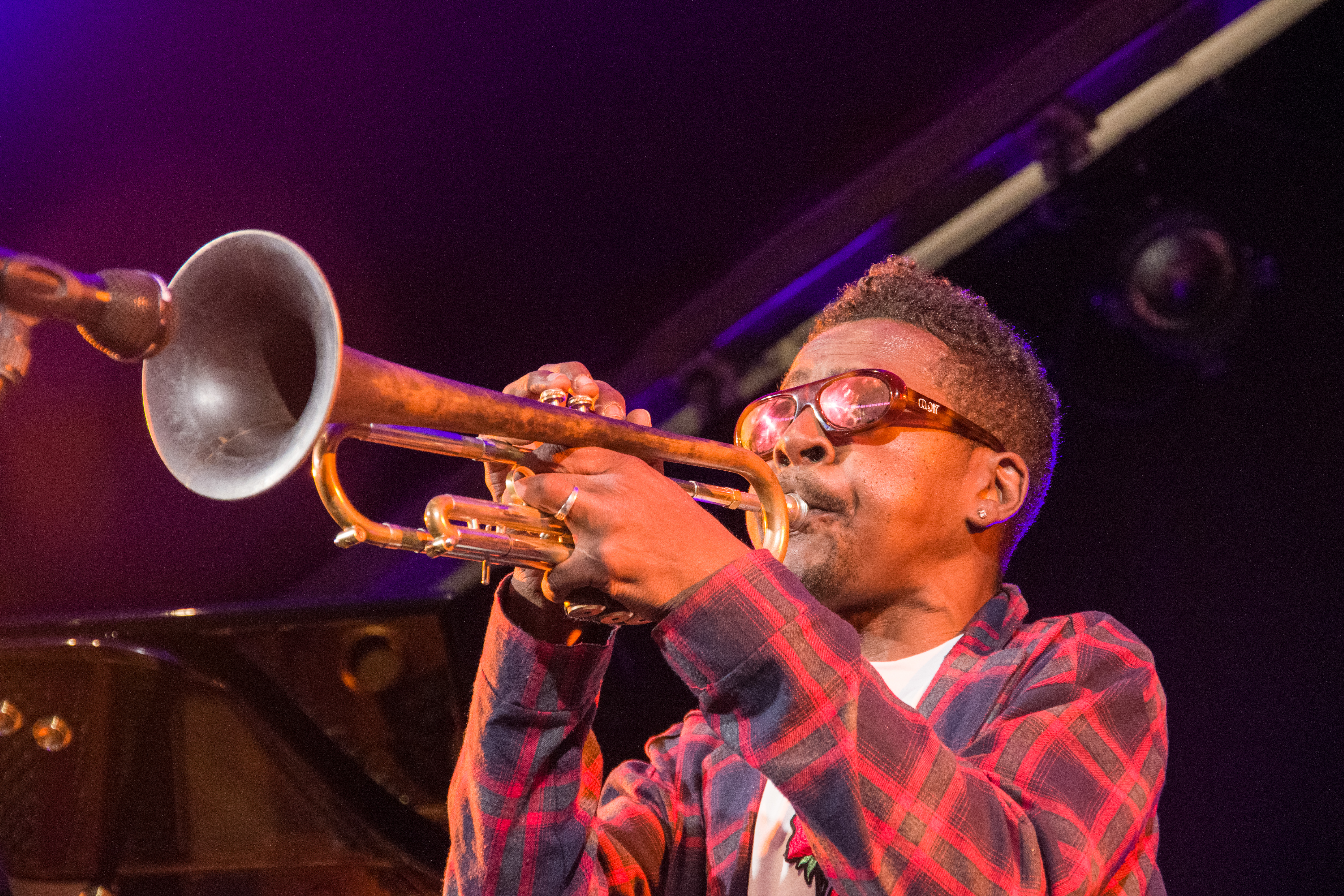
Roy Hargrove auf dem ZMF Freiburg (Juli 2018)

Roy Anthony Hargrove (* 16. Oktober 1969 in Waco, Texas; † 2. November 2018 in New York City) war ein US-amerikanischer Jazz- und Funk-Trompeter.

## Leben und Wirken
Er wurde von Wynton Marsalis entdeckt, als dieser Hargroves Highschool in Dallas besuchte. Starken Einfluss auf Hargrove hatte der Saxophonist David „Fathead“ Newman ausgeübt, der zusammen mit Ray Charles an seiner Highschool auftrat. Hargrove studierte von 1988 bis 1989 im Berklee College of Music in Boston, trat aber zu dieser Zeit schon oft in New York auf und wechselte schließlich an die dortige The New School. Dort machte er auch seine ersten Aufnahmen zusammen mit dem Saxophonisten Bobby Watson. Es folgten Aufnahmen mit Superblue, Mulgrew Miller und Kenny Washington. 1990 erschien sein erstes Soloalbum Diamond in the Rough.
Sein Plattenlabel Verve ermöglichte Hargrove Aufnahmen mit vielen Größen des Jazz, unter anderem mit Joe Henderson, Stanley Turrentine, Johnny Griffin, Joshua Redman und Branford Marsalis. Im Auftrag des Lincoln Center Jazz Orchestra komponierte er 1993 The Love Suite: In Mahogany.
Roy Hargrove hat mit den unterschiedlichsten Musikern gearbeitet. Zu Beginn spielte er häufig mit Shirley Horn (live wie auf Platten); er nahm auch mit Kitty Margolis auf. Er arbeitete oft mit Erykah Badu (mit der er auch zur Schule ging), Common, D’Angelo und Me’shell Ndegeocello. 1998 erhielt er den Grammy Award für sein Album Habana mit seiner afrokubanischen Band Crisol. 2002 gewann er den Grammy ein zweites Mal, diesmal zusammen mit Herbie Hancock und Michael Brecker für das Album Directions in Music.
Von einem Gericht in Manhattan wurde Hargrove 2014 zu zwei Tagen Gemeinschaftsarbeit verurteilt, weil er beim Kauf von Kokain erwischt worden war. Hargrove war der Gründer und Leiter der Formation The RH Factor, wo er Elemente von Jazz, Funk, Hip-Hop, Soul und Gospel kombinierte. 2009 legte er mit Emergence eine Bigband-Produktion mit Sängerin Roberta Gambarini vor. Nachdem Hargrove nach Angaben seines Managers Larry Clothier im Zusammenhang mit einer langjährigen Nierenerkrankung in ein New Yorker Krankenhaus eingeliefert worden war, starb er am 2. November 2018 im Alter von 49 Jahren an Herzversagen. Posthum erschien 2021 das Album In Harmony, ein Konzertmitschnitt mit dem Pianisten Mulgrew Miller 2006/07.

## Diskografie (Auswahl)

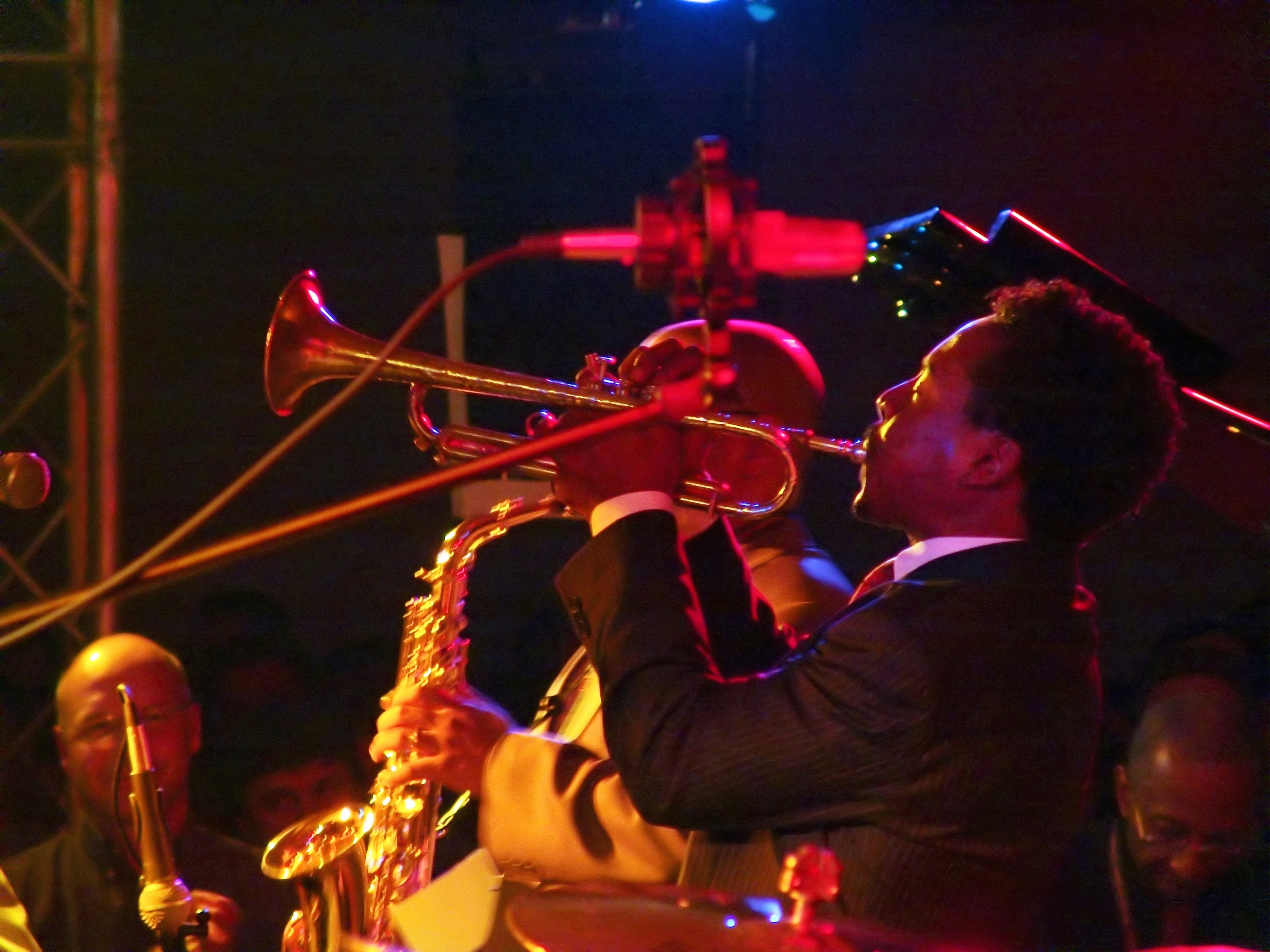
Roy Hargrove auf dem Aalener Jazzfest (2002)

- Diamond in the Rough (Novus, 1989)
- Public Eye (1991 mit Roy Hargrove, Billy Higgins, Antonio Hart, Stephen Scott, Christian McBride)
- Tokyo Sessions (1992)
- Beauty and the Beast (BMG, 1992)
- Of Kindred Souls (Novus, 1993)
- With the Tenors of our Times (Verve, 1994 mit Johnny Griffin, Joe Henderson, Branford Marsalis, Joshua Redman, Stanley Turrentine)
- Approaching Standards (Novus/Jive, 1994)
- Family (Verve, 1995)
- Parker’s Mood: Tribute to Charlie Parker (Verve, 1995, mit Christian McBride und Stephen Scott)
- Habana (Verve, 1997)
- Moment to Moment (Verve, 2000)
- Directions in Music (Verve, 2002, mit Herbie Hancock und Michael Brecker)
- Strength – EP (Verve, 2004, mit The RH Factor)
- Hard Groove (Verve 2003, mit The RH Factor)
- Better Times Ahead (Sideman) (Verve, 2006, gefeat. vom Anke Helfrich Trio)
- Distractions (Verve, 2006, mit The RH Factor)
- Nothing Serious (Verve, 2006)
- Earfood (Emarcy Rec, 2008)
- Emergence (Verve, 2009, mit Big Band)
- A Night in Monte-Carlo (2010 3 Deuce Records, mit Marcus Miller und Raul Midón)
- Live in Studio (Whaling City Sound; 2015)
- The Love Suite: In Mahogany (Blue Engine, 2023)